# Lilium kelloggii

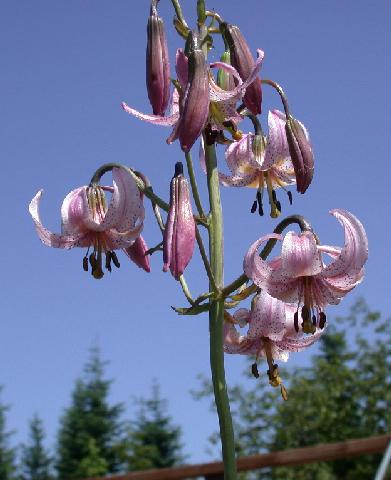
Lilium kelloggii.

Lilium kelloggiié uma espécie de lírio. A planta é endêmica das Klamath Mountains, localizada nos estados norte-americanos da Califórnia e Oregon.
O nome da planta é uma homenagem ao botânico norte-americano Albert Kellogg (1813–1887).